# Premis Literaris Ciutat de Tarragona
Els Premis Literaris Ciutat de Tarragona són una convocatòria literària que ha anat variant en categories, donacions, editorials i fins i tot entitats organitzadores. Encara que ja hi ha algunes convocatòries anteriors, la primera en què rep aquest nom és la de 1991. En aquell moment, les entitats convocants eren l'Ajuntament de Tarragona i Òmnium Cultural del Tarragonès i hi havia cinc premis. Des de l'any 2000, a aquestes entitats s'hi va afegir el Centre de Normalització Lingüística de Tarragona. I des de 2014, l'organització de la convocatòria s'encarrega a la Casa de les Lletres, organisme que depèn del departament de Cultura de l'ajuntament tarragoní. El nombre de premis ha anat variant molt. Des de 2011 fins al 2021 eren tres. Només un es manté des del principi, el Ciutat de Tarragona de novel·la Pin i Soler, encara que en un principi era de narrativa. Els altres s'hi han anat incorporant posteriorment: el premi de narrativa curta per internet Tinet el 1997, el premi de traducció Vidal Alcover el 2000 i el premi Montserrat Abelló a la trajectòria en el camp de la traducció el 2022.

## Categories
Es convoquen tres premis:
- Premi Pin i Soler de narrativa
- Premi de traducció Vidal Alcover
- Premi de narrativa breu Tinet
- Premi honorífic Montserrat Abelló a la trajectòria en l'àmbit de la traducció